# صنعت تبلیغات
صنعت تبلیغات، صنعتی جهانی از علم روابط عمومی است. بسیاری شرکت‌های بازاریابی، رسانه‌ها و آژانس‌های تبلیغاتی، امروزه توسط چند هلدینگ بین‌المللی نظیر (wwp plc ,omnicom, publicis groupe ,interpublic and dentsu) کنترل می‌شود.
این صنعت، یک کسب و کار چند میلیارد دلاری است که تولیدکننده و مصرف‌کننده را به یکدیگر پیوند می‌دهد. دامنهٔ این صنعت از سازمان‌های غیرانتفاعی تاشرکت fortune 500 گسترده‌است.
درآمد آژانس‌های تبلیغاتی آمریکا (بیش از ۶۵۰۰۰ هزار کسب و کار تبلیغاتی که ۲۴۸۰۰۰نفر اشتغال ایجاد کرده‌اند) ۱۶۶٫۸میلیارد دلار در سال ۲۰۱۴ بوده‌است. در سال ۲۰۱۶ فروش تبلیغات جهانی به ۴۹۳ میلیارد دلار رسید. در سال ۲۰۱۷، برای اولین بار تبلیغات دیجیتال از تبلیغات تلویزیونی پیشی گرفت.
تبلیغات در ایران از زمان مشروطه با چاپ آگهی یا اعلان آغاز گردید و زمان پهلوی دوم بسیار شکوفا شد به گونه ای که ایران برای دو سال رییس انجمن تبلیغات جهان شد.  بعد از انقلاب این صنعت با وقفه مواجه گردید ولی بعد از چند سال با آگهی های محدود بانک ها و سپس برندهای تجاری دیگر کار خود را آغاز نمود.

## فهرست منابع
1. ↑  "Advertising-Vault.com". Vault. Archived from the original on 25 April 2019. Retrieved 1 September 2019.
2. ↑  "MAGNA ADVERTISING FORECASTS WINTER UPDATE: Digital Media Drives Global Ad Sales to +5.7% Strongest Growth in Six Years, Driven by Social and Search". 5 December 2016. Archived from the original on 1 September 2019. Retrieved 1 September 2019.